# Нікола Гофманова
Нікола Гофманова (нім. Nikola Hofmanova; нар. 3 лютого 1991) — колишня австрійська тенісистка.
Найвищу одиночну позицію світового рейтингу — 161 місце досягла 12 квітня 2010, парну — 223 місце — 18 липня 2011 року.
Здобула 3 одиночні та 2 парні титули туру ITF.

## Фінали ITF

### Одиночний розряд: 8 (3–5)
| Легенда          |
| ---------------- |
| турніри $100,000 |
| турніри $75,000  |
| турніри $50,000  |
| турніри $25,000  |
| турніри $10,000  |

| Фінали за покриттям |
| ------------------- |
| Тверде (1–3)        |
| Ґрунт (1–0)         |
| Трава (1–1)         |
| Килим (0–1)         |

| Результат | Ранг | Дата            | Турнір                 | Покриття | Суперниця         | Рахунок       |
| --------- | ---- | --------------- | ---------------------- | -------- | ----------------- | ------------- |
| Перемога  | 1.   | 4 серпня 2008   | ITF Відень, Австрія    | Ґрунт    | Нікола Вайдова    | 6–3, 6–1      |
| Поразка   | 1.   | 15 вересня 2008 | ITF Карші, Узбекистан  | Тверде   | Олена Куликова    | 6–2, 3–6, 4–6 |
| Перемога  | 2.   | 4 травня 2009   | ITF Фукуока, Японія    | Трава    | Чжан Кайчжень     | 6–3, 6–2      |
| Поразка   | 2.   | 18 травня 2009  | ITF Наґано, Японія     | Килим    | Чжан Шуай         | 7–5, 2–6, 3–6 |
| Поразка   | 3.   | 1 червня 2009   | ITF Бухара, Узбекистан | Тверде   | Аріна Родіонова   | 3–6, 2–6      |
| Поразка   | 4.   | 3 серпня 2009   | ITF Астана, Казахстан  | Тверде   | Анастасія Якімова | 0–6, 4–6      |
| Поразка   | 5.   | 3 травня 2010   | ITF Фукуока, Японія    | Трава    | Намігата Дзюнрі   | 1–6, 2–6      |
| Перемога  | 3.   | 2 травня 2011   | ITF Бухара, Узбекистан | Тверде   | Марта Сироткіна   | 6–4, 7–5      |

### Парний розряд: 8 (2–6)
| Легенда          |
| ---------------- |
| турніри $100,000 |
| турніри $75,000  |
| турніри $50,000  |
| турніри $25,000  |
| турніри $10,000  |

| Фінали за покриттям |
| ------------------- |
| Тверде (1–1)        |
| Ґрунт (1–4)         |
| Трава (0–0)         |
| Килим (0–1)         |

| Результат | Ранг | Дата            | Турнір                        | Покриття   | Партнерка          | Суперниці                                | Рахунок           |
| --------- | ---- | --------------- | ----------------------------- | ---------- | ------------------ | ---------------------------------------- | ----------------- |
| Перемога  | 1.   | 21 травня 2007  | ITF Відень, Австрія           | Ґрунт      | Тельяна Перейра    | Катаріна Полякова Зузана Злохова         | 7–6(7–1), 6–3     |
| Перемога  | 2.   | 24 березня 2008 | ITF Гуді, Греція              | Тверде     | Вів'єнне В'єрін    | Раффаелла Бінді Биляна Павлова-Димитрова | 5–7, 7–5, [10–7]  |
| Поразка   | 1.   | 4 серпня 2008   | ITF Відень, Австрія           | Ґрунт      | Лаура-Йоана Андрей | Людмила Черванова Катаріна Марачкова     | 6–0, 3–6, [11–13] |
| Поразка   | 2.   | 1 лютого 2010   | ITF Бельфор, Франція          | Килим (i)  | Каріна Пімкіна     | Олена Бовіна Ірена Павлович              | 2–6, 6–2, [6–10]  |
| Поразка   | 3.   | 8 лютого 2010   | ITF Стокгольм, Швеція         | Тверде (i) | Івонн Мойсбургер   | Ксенія Мілевська Леся Цуренко            | 4–6, 5–7          |
| Поразка   | 4.   | 20 червня 2011  | ITF Ленцергайде, Швейцарія    | Ґрунт      | Романа Табак       | Ані Міячика Амра Садікович               | 6–4, 2–6, [4–10]  |
| Поразка   | 5.   | 20 липня 2015   | ITF Бад-Вальтерсдорф, Австрія | Ґрунт      | Яніна Тольян       | Наталі Сук Анна Врбенська                | 1–6, 5–7          |
| Поразка   | 6.   | 10 серпня 2015  | ITF Інсбрук, Австрія          | Ґрунт      | Наташа Бредль      | Аніта Гусарич Дарія Лодікова             | 4–6, 6–4, [7–10]  |